# مو جین سونگ
این یک نام کره‌ای است؛ نام خانوادگی یو است.  بر روی صحنه یا به صورت مستعار با  نام خانوادگی مو شناخته‌ می‌شود.
یو یی جو (کره‌ای: 여의주؛ زادهٔ ۲۴ مه ۱۹۸۸) که بیشتر با نام هنری مو جین سونگ (کره‌ای: 무진성) شناخته می‌شود، بازیگر اهل کره جنوبی است. او حرفهٔ خود را در سال ۲۰۱۳ با ایفای نقش در مجموعه تلویزیونی دو هفته آغاز کرد.

## فیلم‌شناسی

### فیلم
| سال  | عنوان    | نقش                    | منابع       |
| ---- | -------- | ---------------------- | ----------- |
| ۲۰۲۱ | شاید عشق | جونگ وون (همسایه هیون) | [ ۳ ] [ ۴ ] |

### مجموعه تلویزیونی
| سال  | عنوان                  | نقش                  | منابع       |
| ---- | ---------------------- | -------------------- | ----------- |
| ۲۰۱۳ | دو هفته                | کیم مین سو           | [ ۵ ]       |
| ۲۰۱۳ | عشق پرشور              | هونگ سو هیوک (جوانی) | [ ۵ ]       |
| ۲۰۱۳ | دختر امپراتور          | کانگ بوک             | [ ۵ ]       |
| ۲۰۱۴ | عشق جادوگر             | جین وو               | [ ۶ ]       |
| ۲۰۱۴ | میسنگ: زندگی ناتمام    | جانگ کی سوک          | [ ۷ ]       |
| ۲۰۱۴ | دکتر فراست             | کیم یونگ هو          | [ ۸ ] [ ۹ ] |
| ۲۰۱۵ | بدرخش یا دیوانه شو     | وانگ جونگ            | [ ۶ ]       |
| ۲۰۱۵ | دانشمند شبگرد          | نو هاک یونگ          | [ ۱۰ ]      |
| ۲۰۱۵ | تو زیبایی              | ما سونگ گی           | [ ۵ ]       |
| ۲۰۲۰ | مرکز مراقبت پس از تولد | چا وو سوک            | [ ۱۱ ]      |
| ۲۰۲۱ | دستورالعمل گومیهو      | یون هو               | [ ۱۲ ]      |
| ۲۰۲۳ | دوباره غریبه           | مین جه گیوم          | [ ۱۳ ]      |

### مجموعه اینترنتی
| سال  | عنوان                                    | نقش         | توضیحات | منابع         |
| ---- | ---------------------------------------- | ----------- | ------- | ------------- |
| ۲۰۱۸ | نزدیکتر از یی‌جونگ‌بو، دورتر از معبد فصل ۳ | وو جونگ وو  |         | [ ۱۴ ]        |
| ۲۰۱۸ | عاشقانه طبیعی                            | چوی کی چان  |         | [ ۱۵ ] [ ۱۶ ] |
| ۲۰۲۴ | ستمگر                                    | یون مو یونگ |         | [ ۱۷ ]        |